# Trichomyrmex glaber
Trichomyrmex glaber (лат.) — вид мелких муравьёв рода Trichomyrmex, ранее известный под именем Monomorium glabrum.

## Распространение
Южная Азия (Индия, Мьянма, Непал, Пакистан, Шри-Ланка).

## Описание
Длина коричневатых муравьёв (брюшко темнее) составляет 3,5—5,5 мм. Волосков под головой (псаммофора) нет. Усики 12-члениковые, булава состоит из 4 сегментов. Нижнечелюстные щупики 2-члениковые, нижнегубные щупики состоят из 2 сегментов. Голова, грудка и брюшко гладкие и блестящие. Проподеум округлый, без шипиков или зубцов на заднегрудке. Стебелёк между грудкой и брюшком состоит из двух члеников: петиолюса и постпетиолюса (последний четко отделен от брюшка), жало развито, куколки голые (без кокона).
Диплоидный набор хромосом 2n = 38.

## Систематика
Вид Trichomyrmex glaber был впервые описан в 1883 году по материалам из Индии под первоначальным названием Holcomyrmex glaber André, 1883. В 1922 году таксон включён в состав рода Monomorium (в подрод Holcomyrmex). Болтон (1987) включил таксон в состав видовой группы scabriceps в которую вошли частично представители рода Holcomyrmex и род Trichomyrmex, а в 2014 перенесён в род Trichomyrmex. Близок к виду Trichomyrmex criniceps, отличаясь редким коротким опушением и редкими пунктурами на голове и почти полным отсутствием отстоящих волосков на груди.